# Уряд Української Народної Республіки в екзилі
Уряд Української Народної Республіки у вигнанні (в екзилі), або Державний центр Української Народної Республіки (ДЦ УНР) — сукупність законодавчих та виконавчих українських органів влади, які внаслідок більшовицької агресії та утворення УСРР перебували спочатку частково (кінець 1919 року), а з кінця 1920 року цілком — поза межами УНР, на території Польської Республіки в Тарнові (деякі установи в Ченстохові); згодом державні установи діяли в містах Варшаві, Парижі, Веймарі, Бад-Кіссінгені, Мюнхені, Філадельфії. 10-та Надзвичайна сесія УНРади визнала правонаступником ДЦ УНР в екзилі державу Україна і ухвалила рішення про передачу повноважень та атрибутів державної влади новообраному Президентові України.

## Правова база
Правовою основою уряду УНР були «Закон про тимчасове Верховне Управління та порядок законодавства в УНР» і «Закон про Державну Народну Раду», затверджені 12 листопада 1920 Директорією в Україні. Ці акти, базуючись на законах Трудового конгресу України, передали Державній народній раді законодавчі функції та контроль над урядом УНР.
Однак до скликання цієї Ради її функції поклали на Раду Народних Міністрів, а голова Директорії виконував функції глави держави, затверджував закони, договори, призначення, представництво перед іноземними державами. Главу Директорії, на випадок неможливості виконувати обов'язки, заступала колегія, а у випадку неможливості її скликати — голова Ради Народних Міністрів.

## Структура
- Виконавчі органи — Президент (у 1921—1944 роках — Головний отаман), Рада Міністрів (1921—1992)[2]
- Законодавчі органи — Рада Республіки, Українська Національна Рада

## Керівники

### Голова Директорії УНР в екзилі
1. Петлюра Симон Васильович — 1921 — 1926 (гол. отаман);
2. Лівицький Андрій Миколайович — 1926 — 1948.

### Президенти УНР в екзилі
1. Лівицький Андрій Миколайович — 1948—1954;
2. Витвицький Степан Порфирович — 1954—1965;
3. Довгаль Спиридон Микитович — 1966—1967 в.о.;
4. Лівицький Микола Андрійович — 1967—1989;
5. Плав'юк Микола Васильович — 1989—1992.

### Голови Ради Народних Міністрів УНР
1. Лівицький Андрій Миколайович — 1920—1921
2. Пилипчук Пилип Каленикович — 1921—1922;
3. Лівицький Андрій Миколайович — 1922—1926,
4. Прокопович В'ячеслав Костянтинович — 1926—1939
5. Шульгин Олександр Якович — 1939—1940;
6. Прокопович В'ячеслав Костянтинович — 1940—1942;
7. Яковлів Андрій Іванович — 1944—1945;
8. Паньківський Костянтин Констянтинович — 1945—1948;
9. Мазепа Ісаак Прохорович — 1948—1952;
10. Баран Степан Іванович — 1952—1953;
11. Довгаль Спиридон Микитович — 1954;
12. Созонтів Симон Васильович — 1954—1957;
13. Лівицький Микола Андрійович — 1957—1965;
14. Довгаль Спиридон Микитович — 1965—1967;
15. Фіґоль Атанас Іванович — 1967—1969;
16. Довгаль Спиридон Микитович — 1969—1972;
17. Федорончук Василь Лукинович — 1972—1974;
18. Леонтій Теофіл — 1974—1976;
19. Кедрин-Рудницький Іван — 1976—1978;
20. Леонтій Теофіл — 1978—1980;
21. Рудницький Ярослав — 1980—1989;
22. Самійленко Іван Матвійович — 1989—1992.

Під час другої світової війни уряд УНР не діяв, але Андрій Лівицький підписував документи як голова Директорії. Після закінчення війни реформовано склад уряду, до якого увійшли діячі деяких партій з Західної України й організованої громадськості з підрадянської України.

### Голови УНРади
1. Багряний Іван Павлович — 1948—1952 (голова);
2. Багряний Іван Павлович — 1952—1954 (в.о.);
3. Бойдуник Осип — 1954—1955 (в.о.);
4. Ґловінський Євген Олексійович — 1955—1957 (в.о.);
5. Багряний Іван Павлович — 1957—1961 (голова);
6. Бойдуник Осип — 1961—1965 (голова);
7. Довгаль Спиридон Микитович — 1966—1967 (в.о.);
8. Маковецький Яків — 1967—1971;
9. Белей Петро — 1971—1972 (в.о.)[3][4][5];
10. Довгаль Спиридон Микитович — 1972—1975 (голова);
11. Кедрин-Рудницький Іван Іванович — 1976—1978 (в.о.);
12. Біляїв Володимир Іванович — 1979—1984;
13. Лимаренко Павло Данилович — 1984—1989;
14. Воскобійник Михайло Григорович — 1989—1992.

Місця розташування керівних органів ДЦ УНР: Тарнів (Польща) — 1921–23; Париж (Франція) — 1924–26; Варшава — 1926–39; Франція — 1940–44; Веймар, Бад-Кіссінген — 1944–46; Мюнхен (усі в ФРН) — 1946–76; Філадельфія (США) — 1976–92.

## Діяльність

### Відновлення структур УНР під час Другої світової війни

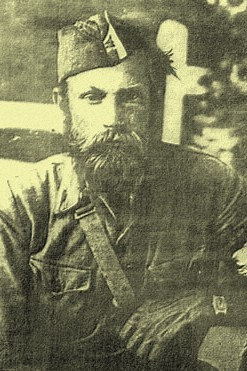
Тарас Бульба-Боровець

Тарас Бульба-Боровець після початку другої світової війни заручається підтримкою президента УНР в екзилі Лівицького Андрія, переходить німецько-радянський кордон і починає організацію військових загонів УПА, підпорядковані Уряду УНР. Після нападу Рейху на СРСР — разом з білоруськими партизанами захоплює Олевськ та проголошує Олевську Республіку. Через вимогу німців виконувати їхні накази, розформовують цивільну адміністрацію в Олевську та переходять до партизанської війни. Бульба-Боровець виступав різко проти намагань Бандери проголостити свою державу в 1941, оскільки вважав, що «починаючи від 22.1.1918 р. ніхто не має потреби проголошувати українську суверенну державу, бо це Україна вже раз зробила і легітимний уряд тієї держави не припинив своєї політичної діяльности, як екзильний уряд окупованої ворогом країни. Може бути мова тільки про відновлення тієї держави.»

### Внутрішня політика
Уряд УНР в екзилі діяв через різні міністерства й установи. На внутрішню відтінку через опозицію деяких партій до політики екзильного уряду УНР йому не вдалося створити координаційного політичного осередку, а державний центр часто трактовано як окрему партію («уенерівці»). Труднощі середовища УНР почалися з підписання Варшавського договору (справа Галичини), згодом дійшла орієнтація на Польську республіку (члени уряду вважали це за «орієнтацію на Західну Европу»). Критиковано також ставлення уряду УНР до боротьби українців з Польською Республікою, Румунським королівством і Чехословацькою Республікою, бо він толерував окупацію й обмежувався вимогами задоволення «потреб української меншості». Внутрішнім ресортом керували О. Саліковський, О. Лотоцький, після Другої Світової війни — М. Ветухів (1945–1948). Підпорою екзильного уряду УНР була Українська революційно-демократична партія (колишні есефи), яка давала більшість членів уряду. УСДРП до уряду УНР не входила, але лояльно ставилася до нього. Натомість УПСР під проводом М. Шаповала була рішуче проти екзильного уряду УНР. Те саме робили й гетьманці (Український Союз Хліборобів-Державників) та націоналісти (ОУН). Постава політичних угруповань Галичини, насамперед УНДО, зазнала еволюції від неґування (через Варшавський договір) до своєрідного толерування і навіть співпраці в конкретних політично-громадянських акціях.
Існування ДЦ УНР було символом продовження боротьби українського народу за свою національну незалежність. Центр всюди і за будь-яких обставин відстоював інтереси українського народу, проводив активну політичну і дипломатичну роботу, спрямовану на упорядкування внутрішнього життя українців на чужині, формував національну свідомість співвітчизників в Україні й поза її межами, координував національну, політичну, наукову, освітню, культурну діяльність українських осередків у світі. Діяльність центру була постійно діючою акцією боротьби української еміграції, яка звертала увагу цивілізованого світу на підневільний стан українського народу в СРСР і підтримувала в співгромадян невгасиму віру в перемогу і рішучість у боротьбі. ДЦ УНР виконав своє призначення, вписавши яскраві сторінки в історію українського народу.

### Зовнішня політика
Зовнішню діяльність здійснювали А. Ніковський, згодом О. Шульгин (до 1946). Спершу існували українські дипломатичні місії УНР в поодиноких країнах: К. Мацієвич — у Румунії, А. Лівицький — у Польщі, М. Словінський — у Чехо-Словаччині, Р. Смаль-Стоцький — у Німеччині, М. Василько — у Швейцарії, В. Мурський — у Туреччині, О. Шульгин — у Франції та ін. Остання проіснувала найдовше, інших було ліквідовано на початку 1920-х років. О. Шульгин, як голова місії УНР у Парижі, пізніше як міністр закордонних справ, утримував зв'язок з Ліґою Націй, протестуючи проти більшовицької окупації України і проти виступів радянської дипломатії чи проти терору та голоду в Україні. Державний центр УНР підготував проект про визнання уряду УНР на еміграції, цей проект кілька сенаторів на чолі з Д.Копеляном запропонували вищому законодавчому органові США. Підтримував тісні контакти з панєвропейським рухом, проводячи думку про належність України до європейської спільноти. Засудив політику Німеччини, Франції, Італії і Великої Британії щодо вирішення проблеми Карпатської України. У вересні 1939 уряд УНР на чолі з В.Прокоповичем у Парижі задекларував свою солідарність із західними демократичними державами, засудивши тоталітарні режими в нацистській Німеччині та СРСР. Деяку міжнародну діяльність виявляв уряд УНР через Українське Товариство для Ліґи Націй. Окремою ділянкою праці закордонної політики уряду УНР була організація співробітництва «підрадянських» народів — Прометейський рух, в якому, крім українців, брали участь представники Кавказу, Дону, Кубані, Криму, Туркестану.
1 вересня 1939 року уряд УНР в екзилі на чолі з В.Прокоповичем оголосив війну нацистській Німеччині.

### Військо
Спеціальну увагу уряд УНР звертав на військовий ресорт (який очолювали ген. М.Безручко, В.Петрів, В.Сальський, М.Омелянович-Павленко), керуючи вишколом військових кадрів та організацією колишніх комбатантів. Деяке число старшин УНР працювали контрактовими офіцерами в польській армії. Для популяризації військової справи уряд УНР організував Українське Військово-Історичне Товариство, видавав журнал «Табор», «За Державність» та іншу літературу.
Офіційно Українська народно-революційна армія (Поліська Січ) з 1941 по 1944 підкорялася Уряду Української Народної Республіки в екзилі.

### Культура

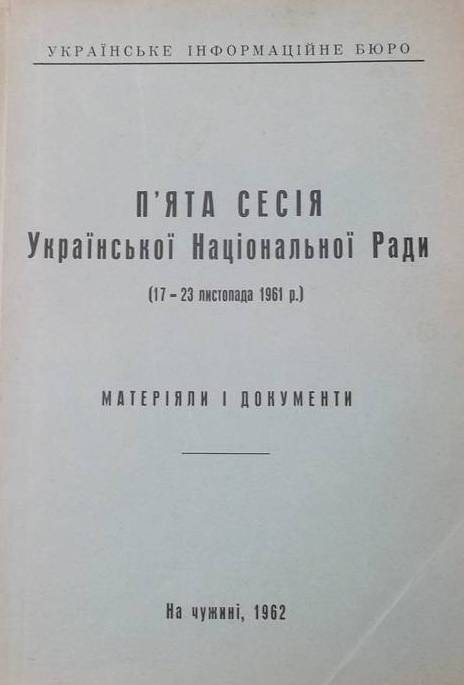
П'ята сесія, обкладинка

Громадсько-культурна діяльність екзильний уряд УНР налагоджував через співзвучні громадянські формації, що існували в різних країнах: Союз українських емігрантських організацій у Франції, Український Центральний Комітет у Польщі, Громадсько-допомоговий комітет українських емігрантів у Румунії, Українське Об'єднання в Чехо-Словаччині та ін., працю яких координувала Головна Еміґраційна Рада (голова Олександр Шульгин). У Парижі 1926 року засновано Бібліотеку ім. С. Петлюри, яка зберігала архівні матеріали УНР.
1938 року уряд УНР заснував Українську Могилянсько-Мазепинську Академію Наук.
Заходами уряду УНР польський уряд заснував Український науковий інститут у Варшаві.
Неофіційним органом уряду УНР був тижневик «Тризуб» у Парижі (1925—1940), відновлений 1959 року. Українське інформаційне бюро після кожної сесії Ради УНР видавало матеріали і документи.

## Члени уряду
Уряд УНР в екзилі, обраний на десятій сесії УНРади 1989 року
- Голова Уряду — Іван М. Самійленко.
- Заступник Голови Уряду — Михайло Пап.
- Заступник Голови Уряду і керівник ресорту юридичних справ — Микола Суховерський.
- Державний Секретар — Наталія Пазуняк, кооптована, заприсяжена пізніше.
- Керівник ресорту фінансів — Кость Луценко.
- Керівник ресорту краєвих справ — Михайло Герець.
- Керівник ресорту закордонних справ — Володимир Жила.
- Керівник ресорту преси і інформації — Володимир Марко.
- Керівник ресорту внутрішніх справ — Юрій Іхтіаров.
- Ресорт особливих доручень — Микола Липовецький, Степан Ворох, Всеволод Саленко.
- Директор Архіву ДЦ УНР — Юрій Сальський.
- Голова Державного трибуналу ДЦ УНР — Ярослав Рудницький.

## Реформація та розформування
В екзилі державний центр існував без законодавчого органу, тільки короткотривало 1921 року в Тарнові діяла Рада Республіки, представницький орган УНР у складі делегатів партій, проф. і культурних організацій.
Після Другої світової війни голова Директорії А. Лівицький вирішив реорганізувати уряд УНР. Для цього створено 1947 Українську національну раду як передпарламент державного центру УНР в екзилі, що мав продовжувати ідейно і леґально традиції УНР з міжвоєнного часу.
22 серпня 1992 Президент УНР в екзилі Микола Плав'юк передав грамоту Державного центру УНР Президентові України Леоніду Кравчуку. Це означало, що українська незалежна держава, проголошена 24 серпня 1991 року, є правонаступницею Української Народної Республіки.
Офіційна заява ДЦ УНР звучала так:
| Складаючи свої повноваження, ми заявляємо, що проголошена 24 серпня і утверджена 1 грудня 1991 року народом України Українська Держава продовжує державно-національні традиції УНР і є правонаступницею Української Народньої Республіки. Дано в Києві, 22 серпня 1992 року. За Державний Центр Української Народньої Республіки в екзилі Микола Плав'юк Президент УНР в екзилі, Іван Самійленко Голова Уряду УНР в екзилі Михайло Воскобійник Голова УНРади |

## Документальна спадщина
Документальна спадщина Уряду Української Народної Республіки в екзилі зберігається у фондах Центрального державного архіву зарубіжної україніки — ЦДАЗУ, ф.35 «Державний центр Української народної республіки в екзилі» та у фондах Центрального державного архіву вищих органів влади та управління України — ЦДАВО України, ф.5235.